# 펠주머니박쥐
펠주머니박쥐(Saccolaimus peli)는 대꼬리박쥐과에 속하는 박쥐의 일종이다. 앙골라와 카메룬, 콩고공화국, 콩고민주공화국, 코트디부아르, 적도기니, 가봉, 기니, 케냐, 라이베리아, 나이지리아 그리고 우간다에서 발견된다. 자연 서식지는 아열대 또는 열대 기후 지역의 건조림과 습윤 저지대 숲이다. 서식지 감소로 멸종 위협을 받고 있다.